# Goniothorax eremitus
Goniothorax eremitus är en skalbaggsart som beskrevs av Sharp 1908. Goniothorax eremitus ingår i släktet Goniothorax och familjen glansbaggar. Inga underarter finns listade i Catalogue of Life.